# Yunnanilus
Yunnanilus é um género de peixe actinopterígeo da família Balitoridae.

## Espécies
Existem atualmente 35 espécies reconhecidas neste gênero, embora outras autoridades citem menos espécies e coloquem algumas outras espécies anteriormente colocadas aqui em outros gêneros, como Petruichthys e Micronemacheilus.
- Yunnanilus altus Kottelat & X. L. Chu, 1988
- Yunnanilus analis J. X. Yang, 1990
- Yunnanilus bailianensis J. Yang, 2013[3]
- Yunnanilus bajiangensis W. X. Li, 2004
- Yunnanilus beipanjiangensis W. X. Li, W. N. Mao & R. F. Sun, 1994
- Yunnanilus brevis (Boulenger, 1893)
- Yunnanilus caohaiensis R. H. Ding, 1992
- Yunnanilus chuanheensis Jiang, Zhao, Du & Wang, 2021[4]
- Yunnanilus chui J. X. Yang, 1991
- Yunnanilus cruciatus (Rendahl (de), 1944)
- Yunnanilus discoloris W. Zhou & J. C. He, 1989
- Yunnanilus elakatis W. X. Cao & S. Q. Zhu, 1989
- Yunnanilus forkicaudalis Li, 1999
- Yunnanilus ganheensis L. An, B. S. Liu & W. X. Li, 2009
- Yunnanilus jinxiensis Y. Zhu, L. N. Du & X. Y. Chen, 2009
- Yunnanilus longibarbatus X. Gan, X. Y. Chen & J. X. Yang, 2007
- Yunnanilus longibulla J. X. Yang, 1990
- Yunnanilus macrogaster Kottelat & X. L. Chu, 1988
- Yunnanilus macrolepis Li, Tao & Mao, 2000
- Yunnanilus macrositanus W. X. Li, 1999
- Yunnanilus nanpanjiangensis W. X. Li, W. N. Mao & Z. M. Lu, 1994
- Yunnanilus niger Kottelat & X. L. Chu, 1988
- Yunnanilus nigromaculatus (Regan, 1904) [5]
- Yunnanilus niulanensis Z. M. Chen, J. Yang & J. X. Yang, 2012[6]
- Yunnanilus obtusirostris J. X. Yang, 1995
- Yunnanilus pachycephalus Kottelat & X. L. Chu, 1988
- Yunnanilus paludosus Kottelat & X. L. Chu, 1988
- Yunnanilus parvus Kottelat & X. L. Chu, 1988
- Yunnanilus pleurotaenia (Regan, 1904)
- Yunnanilus pulcherrimus J. X. Yang, X. Y. Chen & J. H. Lan, 2004
- Yunnanilus qujinensis L. N. Du, Y. F. Lu & X. Y. Chen, 2015[5]
- Yunnanilus sichuanensis R. H. Ding, 1995
- Yunnanilus spanisbripes L. An, B. S. Liu & W. X. Li, 2009
- Yunnanilus tigerivinus Li & Duan, 1999
- Yunnanilus yangzonghaiensis Cao & Zhu, 1989